# Agrotis obliqua
Agrotis obliqua är en fjärilsart som beskrevs av Smith 1903. Agrotis obliqua ingår i släktet Agrotis och familjen nattflyn. Inga underarter finns listade i Catalogue of Life.